# Bart van den Berg
Bart van den Berg (* 25. Juli 1993 in Alphen aan den Rijn) ist ein ehemaliger niederländischer Tennisspieler.

## Karriere
Van den Berg spielte fast ausschließlich auf der ITF Future Tour, wo er seit 2015 an Turnieren teilnahm.
2016 kam er in Rotterdam bei den ABN AMRO World Tennis Tournament durch eine Wildcard zu seinem Debüt im Doppel auf der ATP World Tour. Er verlor diese Partie mit Jesse Huta Galung gegen Ivan Dodig und Marcelo Melo mit 2:6, 5:7. Es blieb sein einziger Einsatz auf diesem Niveau. 2019 spielte er letztmals regelmäßig Future-Turniere. 2021 kehrte er für sein Challenger-Debüt zurück und erreichte in Amersfoort das Halbfinale der Doppelkonkurrenz, die ihn bis Platz 831 in der Tennisweltrangliste führte, sein Karrierehoch. Es war sein letztes Turnier.